# 夕鷺かのう
夕鷺 かのう（ゆうさぎ かのう）は日本の小説家、ライトノベル作家。第11回エンターブレインえんため大賞ガールズノベルズ部門奨励賞を受賞、『ヤンキ―巫女逢桜伝』でデビュー。
2023年6月、日本SF作家クラブ会員となる。

## 作品
B's-LOG文庫（現・ビーズログ文庫）
- ヤンキ―巫女逢桜伝（挿絵：湖住ふじこ）
- 子守り魔王と姫騎士団長シリーズ（挿絵：みずのもと）
- 花狩のロゼ 歌姫は薔薇を殺す（挿絵：オサム）
- (仮)花嫁のやんごとなき事情シリーズ（挿絵：山下ナナオ）
- 後宮天后物語シリーズ（挿絵：凪かすみ）
- 竜神さまの生贄になるだけの簡単なお仕事（挿絵：ゆき哉）
- 孤独な森の引きこもり魔女、王太子妃として溺愛される（挿絵：祀花よう子）
- 薄幸な公爵令嬢（病弱）に残りの人生を託されましてシリーズ（挿絵：南々瀬なつ）
- かりそめ聖女は今日も王太子（推し）に求婚される 私との結婚は【解釈違い】なのでお断りします！（挿絵：亜篠あさき）

集英社オレンジ文庫
- 今日は天気がいいので上司を撲殺しようと思います（表紙絵：くろのくろ）
- 神さま気どりの客はどこかでそっと死んでください（表紙絵：くろのくろ）
- 会社の裏に同僚埋めてくるけど何か質問ある?（表紙絵：くろのくろ）
- 葬儀屋にしまつ民俗異聞　鬼のとむらい（表紙絵：夏目レモン）
- かなりや異類婚姻譚　蛇神さまの花嫁御寮（表紙絵：久賀フーナ）

富士見L文庫
- 白澤さんの妖しいお料理処 四千年の想いを秘めた肉じゃが（表紙絵：夢咲ミル）

朝日文庫
- 『愛するあなたの子を授かって、十月十日後に死ぬつもり。』2021年6月。ISBN 978-4-02-264995-9。

角川文庫
- 死にたいあなたに男子大学生がお肉をごちそうしてくれるだけのお話（表紙絵：田中寛崇）